# Río Crișul Alb
El río Crișul Alb (en húngaro Fehér-Körös) es un río del oeste de Rumania (Transilvania) y el sureste de  Hungría en el (condado de Békés). Su fuente está al sur de los montes Apuseni, Rumanía. Fluye a través de las ciudades de Brad, Ineu, Chişineu Criş en Rumania, y Gyula en Hungría. Se une al río Crișul Negru  pocos kilómetros después de Gyula, dando nacimiento al río Criş.
Tiene una longitud total de 235,7 km, de los que solamente los últimos 9,8 km discurren por Hungría.
- Datos: Q2468292
- Multimedia: Crișul Alb / Q2468292